# 塩コショー
塩コショー（しおコショー）は、かつて日本に存在したお笑いコンビ。2008年3月15日に解散を発表。
「塩、コショー お笑いに必要な 調味料」が最初のキャッチフレーズ。

## 概要
結成はフジテレビの深夜番組『深夜戦隊ガリンペロ』。同番組最終回でベルナールが「普通の外人に戻ります」と言っていたが、同番組終了後も芸人として2008年3月15日まで続いていた。
解散の理由は、『エンタの神様』（日本テレビ）出演者に対する雑誌取材の際、ベルナールが「格闘技は本職ですよ。お笑いは言ってみれば義務教育の一環としてやっているだけです。」と発言したこと（J-WAVE『PLATOn』の2008年5月6日放送分に、ゲスト出演したレックスの発言による）。5年以上続けてきたけれど、未だにツッコミが思うように行かないし、格闘技一本に専念したい、ということで、このような結果になったようである。
レックスは引き続き芸人の道を探りつつ、役者としても活躍し、『銀幕版 スシ王子! 〜ニューヨークへ行く〜』などに出演している。本人曰く、「今の健康ブームに因んで、塩分控えめ、ということで、これからは塩抜きの塩コショーとしてやっていこうかな」と解散はしたものの、ベルナールと一緒にラジオなどで出演する可能性をふくませたコメントをしている。
「さんま・中居の今夜も眠れない」（フジテレビ系列『27時間テレビ』のコーナー）で深夜0時を回ったら、中居を部屋に連れてくる役として認知されているが、これは誤解である。正しくは、ベルナールは出演しておらず、ナースに扮したレックスと外人ナース2名でやっている。

## 芸風
ネタはコントを行い、いかにもガイジン（外国人）な外見を活かし、達者な日本語と、ものぐさキャラをネタにしたコントを持ちネタとする。外国人であることをネタにしているのが特徴。年齢が20歳差と離れているのも1つの特徴である。互いにボケ・ツッコミし合いながらの自虐ネタが好評。
下ネタを披露した後、最後のほうに、レックスが「このー、エロ外人」とツッコみ、ベルナールが梨元勝の「恐縮でーす」と言うこともある。ツッコミ担当はベルナールで、ボケはレックスが担当しているが、逆もある。また、他の芸人の定番ネタをオチにすることもあった。

## メンバー
ベルナール・アッカ（Bernard Ackah、1972年4月9日（52歳） - ）O型。
- 身長186cm 胸囲119cm 足のサイズ29cm
- ニックネーム：闘う芸人・マスオさん芸人
- 出身地：ドイツ
- 国籍：コートジボワール
- 趣味：テコンドー、空手、柔道、日本のことわざ、四文字熟語
- 言語 ：日本語・韓国語・フランス語・英語
- 日本人の妻を持ち、現在3児のパパ
- 義父とかなり仲が良い
- 納豆が好きで、毎朝食べている
- オタクを自称しており、日本のアニメや特撮ヒーローの歌を何十曲も覚えている

レックス・ジョーンズ（Rex Jones、1952年12月16日（72歳） - ）A型。
- 身長182cm 胸囲110cm 足のサイズ28cm
- 出身地：カリフォルニア州
- 趣味：ボディビル、ブルーグラス・バンジョー、スライドギター、日本語の慣用句、四字熟語、諺
- 言語：日本語、英語、（韓国語、中国語を勉強中）
- 東京外国語大学卒
- 筑波大学大学院ビジネス科学研究科国際経営プロフェッショナル（I-MBA）（2007年7月優秀な成績で卒業）
- 芸人と役者をやりながら、請負でIT関係の仕事もこなしている。

## 出演

### テレビ
- エンタの神様（日本テレビ）キャッチコピーは「直輸入の激辛スパイス」
- 週刊ポケモン放送局（テレビ東京）「キモリのシッポ!」コーナーの審判
- アッコにおまかせ!（TBSテレビ）2006年10月22日から準レギュラー
- 新美味しんぼ（2007年1月20日、フジテレビ）審査員役として出演
- 新幹線ガール（2007年5月23日、日本テレビ系列） - 外国人観光客役
- 体操の時間。（フジテレビ）バックダンサー

ベルナール
その他の出演はベルナール・アッカ#出演作品を参照。
- 金髪先生（1997 - 1998年、テレビ朝日）
- 爆笑問題のバク天!（TBSテレビ）

レックス
- すっぴんジャパ〜ン（日本テレビ『バリューナイトフィーバー』）
- でんぱジャック-World Wide Akihabara-（2014年10月19日 - 2015年3月22日、フジテレビ）
- 関ジャニ∞クロニクル（フジテレビ） - ミニコーナー「英会話伝言ゲーム」で出演

ドラマ
- 民王（2015年7月31日、テレビ朝日）※ガードナー役

### ラジオ
- 塩コショーのオールナイトニッポンR（ニッポン放送）

ベルナール
- NISSAN MORNING EXPRESS（J-WAVE『J-WAVE GOOD MORNING TOKYO』）※金曜日放送